# Vild med dans (sæson 13)
Den trettende sæson af Vild med dans blev sendt fra den 9. september 2016. Claus Elming og Sarah Grünewald vendte tilbage til deres henholdsvis ellevte og fjerde sæson som værter. Dommerpanelet bestod af de samme fire dommere som de sidste fem sæsoner: Nikolaj Hübbe, Anne Laxholm, Britt Bendixen og Jens Werner.

## Par
| #  | Kendt                  | Profession     | Danser                   | Status      |
| -- | ---------------------- | -------------- | ------------------------ | ----------- |
| 12 | Nicholas Nybro         | Designer       | Luise Crone Dons         | Ude         |
| 11 | Patrick Jørgensen      | Fægter         | Jenna Bagge              | Ude         |
| 10 | Søren Fauli            | Filminstruktør | Karina Frimodt           | Ude         |
| 9  | Gorm Wisweh            | Tv-kok         | Sofie Kruuse             | Ude         |
| 8  | Kirsten Siggaard       | Sangerinde     | Thomas Evers Poulsen     | Ude         |
| 7  | Julie Berthelsen       | Sangerinde     | Marc Mariboe Christensen | Ude         |
| 6  | Lene Beier             | Tv-vært        | Frederik Nonnemann       | Ude         |
| 5  | Mathias Käki Jørgensen | Skuespiller    | Mille Funk               | Ude         |
| 4  | Thomas Buttenschøn     | Sanger         | Mie Moltke               | Ude         |
| 3  | Laura Bach             | Skuespiller    | Michael Olesen           | Tredjeplads |
| 2  | Mille Dinesen          | Skuespiller    | Mads Vad                 | Andenplads  |
| 1  | Sarah Mahfoud          | Bokser         | Morten Kjeldgaard        | Vindere     |

## Resultater
| Par              | Plads | 1/2 | 3  | 4  | 5  | 6  | 7  | 8  | 9       | 10       | 11           | 12           |  |
| ---------------- | ----- | --- | -- | -- | -- | -- | -- | -- | ------- | -------- | ------------ | ------------ |  |
| Sarah & Morten   | 1     | 20  | 18 | 26 | 25 | 28 | 33 | 36 | 36+4=40 | 37+32=69 | 39+40+39=118 | 40+40+40=120 |  |
| Mille & Mads     | 2     | 19  | 16 | 21 | 26 | 24 | 33 | 33 | 33+5=38 | 37+36=73 | 34+37+37=108 | 36+40+40=116 |  |
| Laura & Michael  | 3     | 19  | 17 | 23 | 22 | 23 | 29 | 34 | 34+2=36 | 36+32=68 | 35+37+38=110 |              |  |
| Thomas & Mie     | 4     | 16  | 9  | 19 | 21 | 21 | 23 | 29 | 31+1=32 | 33+36=69 |              |              |  |
| Mathias & Mille  | 5     | 16  | 12 | 17 | 17 | 21 | 24 | 30 | 29+3=32 |          |              |              |  |
| Lene & Frederik  | 6     | 9   | 11 | 11 | 14 | 15 | 19 | 21 |         |          |              |              |  |
| Julie & Marc     | 7     | 12  | 18 | 17 | 20 | 24 | 20 |    |         |          |              |              |  |
| Kirsten & Thomas | 8     | 12  | 12 | 12 | 18 | 17 |    |    |         |          |              |              |  |
| Gorm & Sofie     | 9     | 14  | 8  | 16 | 16 |    |    |    |         |          |              |              |  |
| Søren & Karina   | 10    | 13  | 12 | 13 |    |    |    |    |         |          |              |              |  |
| Patrick & Jenna  | 11    | 13  | 9  |    |    |    |    |    |         |          |              |              |  |
| Nicholas & Luise | 12    | 13  |    |    |    |    |    |    |         |          |              |              |  |

Nøgle
     indikerer parret, der fik førstepladsen
     indikerer parret, der fik andenpladsen
     indikerer parret, der fik tredjepladsen
     indikerer parret, der var i omdans, men gik videre
     indikerer parret, der udgik
     indikerer det første par, der blev stemt ud
     indikerer parret, der er fredet i denne episode.
Grønne tal indikerer de højeste point for hver uge
Røde tal indikerer de laveste point for hver uge

### Gennemsnit
| Plads ift. gennemsnit | Plads | Par              | Total | Antal danse | Gennemsnit |
| --------------------- | ----- | ---------------- | ----- | ----------- | ---------- |
| 1                     | 1     | Sarah & Morten   | 529   | 16          | 33.1       |
| 2                     | 2     | Mille & Mads     | 502   | 16          | 31.4       |
| 3                     | 3     | Laura & Michael  | 379   | 13          | 29.2       |
| 4                     | 4     | Thomas & Mie     | 238   | 10          | 23.8       |
| 5                     | 5     | Mathias & Mille  | 198   | 9           | 22.0       |
| 6                     | 7     | Julie & Marc     | 111   | 6           | 18.5       |
| 7                     | 6     | Lene & Frederik  | 100   | 7           | 14.3       |
| 8                     | 8     | Kirsten & Thomas | 71    | 5           | 14.2       |
| 9                     | 9     | Gorm & Sofie     | 54    | 4           | 13.5       |
| 10                    | 12    | Nicholas & Luise | 13    | 1           | 13.0       |
| 11                    | 10    | Søren & Karina   | 38    | 3           | 12.7       |
| 12                    | 11    | Patrick & Jenna  | 22    | 2           | 11.0       |

## Danse og sange

### Uge 1: Premiere
| Nummer | Par                    | Dans        | Musik                                      | Hübbe | Laxholm | Bendixen | Werner | Point | Resultat |
| ------ | ---------------------- | ----------- | ------------------------------------------ | ----- | ------- | -------- | ------ | ----- | -------- |
| N/A    | De alle tolv par       | Fællesdans  | Can't Stop the Feeling — Justin Timberlake | N/A   | N/A     | N/A      | N/A    | N/A   | N/A      |
| 1      | Julie & Marc           | Cha-cha-cha | Adventure of a Lifetime — Coldplay         | 3     | 3       | 3        | 3      | 12    | Videre   |
| 2      | Søren & Karina         | Vals        | A New Day Has Come — Céline Dion           | 3     | 4       | 4        | 2      | 13    | Omdans   |
| 3      | Patrick & Jenna        | Cha-cha-cha | The Way You Make Me Feel — Michael Jackson | 4     | 3       | 3        | 3      | 13    | Videre   |
| N/A    | De resterende seks par | Fællesdans  | Lucy — Burhan G                            | N/A   | N/A     | N/A      | N/A    | N/A   | N/A      |
| 4      | Lene & Frederik        | Vals        | One Year of Love — Queen                   | 2     | 3       | 2        | 2      | 9     | Videre   |
| 5      | Mille & Mads           | Cha-cha-cha | Sexii — L.I.G.A                            | 4     | 5       | 5        | 5      | 19    | Videre   |
| 6      | Mathias & Mille        | Vals        | He'll Have to Go — Nat King Cole           | 4     | 4       | 4        | 4      | 16    | Videre   |

- I den første uge dansede kun seks af parrene om point fra dommere og seere. Parret, der fik lavest point, skulle i omdans ugen efter.

### Uge 2
| Nummer | Par                    | Dans        | Musik                                 | Hübbe | Laxholm | Bendixen | Werner | Point | Resultat |
| ------ | ---------------------- | ----------- | ------------------------------------- | ----- | ------- | -------- | ------ | ----- | -------- |
| 1      | Kirsten & Thomas       | Vals        | Bluebird — Sara Bareilles             | 3     | 3       | 3        | 3      | 12    | Videre   |
| 2      | Gorm & Sofie           | Cha-cha-cha | Lytter ik' til dem — Djämes Braun     | 3     | 3       | 4        | 4      | 14    | Videre   |
| 3      | Nicholas & Luise       | Vals        | Let It Be Me — Ray LaMontagne         | 3     | 4       | 3        | 3      | 13    | Omdans   |
| N/A    | De resterende seks par | Fællesdans  | I Really Think UR Cute — Ida Nielsen  | N/A   | N/A     | N/A      | N/A    | N/A   | N/A      |
| 4      | Thomas & Mie           | Cha-cha-cha | Cake by the Ocean — DNCE              | 4     | 3       | 4        | 5      | 16    | Videre   |
| 5      | Laura & Michael        | Vals        | Love is on the Way — Céline Dion      | 5     | 5       | 4        | 5      | 19    | Videre   |
| 6      | Sarah & Morten         | Cha-cha-cha | Don't Worry — Madcon feat. Ray Dalton | 5     | 5       | 5        | 5      | 20    | Videre   |

- I den anden uge skulle de seks par, der ikke fik point i den første uge, danse. Parret, der fik lavest point, skulle i omdans mod parret med de laveste point fra ugen før.

#### Omdans for uge 1 og 2
| Nummer | Par              | Dans | Musik                            | Resultat |
| ------ | ---------------- | ---- | -------------------------------- | -------- |
| 1      | Søren & Karina   | Vals | A New Day Has Come — Céline Dion | Videre   |
| 2      | Nicholas & Luise | Vals | Let It Be Me — Ray LaMontagne    | Ude      |

### Uge 3
| Nummer | Par              | Dans      | Musik                                     | Hübbe | Laxholm | Bendixen | Werner | Point | Resultat |
| ------ | ---------------- | --------- | ----------------------------------------- | ----- | ------- | -------- | ------ | ----- | -------- |
| 1      | Sarah & Morten   | Quickstep | La Vie en Rose — Melanie Fiona            | 4     | 4       | 5        | 5      | 18    | Videre   |
| 2      | Laura & Michael  | Salsa     | Better When I'm Dancin' — Meghan Trainor  | 4     | 4       | 4        | 5      | 17    | Videre   |
| 3      | Patrick & Jenna  | Tango     | Blame — Calvin Harris feat. John Newman   | 2     | 2       | 2        | 3      | 9     | Ude      |
| 4      | Søren & Karina   | Jive      | Pokémon Theme fra Pokémon                 | 2     | 3       | 3        | 4      | 12    | Videre   |
| 5      | Thomas & Mie     | Quickstep | Wiggle — Scott Bradlee/Postmodern Jukebox | 3     | 2       | 2        | 2      | 9     | Videre   |
| 6      | Kirsten & Thomas | Salsa     | Never Gonna Give You Up — Rick Astley     | 3     | 3       | 3        | 3      | 12    | Videre   |
| 7      | Julie & Marc     | Tango     | Ole Guapa — The Empress Orchestra         | 5     | 4       | 4        | 5      | 18    | Videre   |
| 8      | Mathias & Mille  | Jive      | What I Like About You — The Romantics     | 3     | 2       | 3        | 4      | 12    | Videre   |
| 9      | Gorm & Sofie     | Quickstep | Freedom — Pharrell Williams               | 2     | 2       | 2        | 2      | 8     | Videre   |
| 10     | Mille & Mads     | Tango     | Hold Back the River — James Bay           | 4     | 4       | 4        | 4      | 16    | Videre   |
| 11     | Lene & Frederik  | Jive      | I'm Shakin' — Jack White                  | 2     | 3       | 3        | 3      | 11    | Omdans   |

### Uge 4
| Nummer | Par              | Dans      | Musik                                         | Hübbe | Laxholm | Bendixen | Werner | Point | Resultat |
| ------ | ---------------- | --------- | --------------------------------------------- | ----- | ------- | -------- | ------ | ----- | -------- |
| 1      | Mille & Mads     | Jive      | 5 Months, 2 Days, 2 Weeks — Louis Prima       | 5     | 5       | 5        | 6      | 21    | Videre   |
| 2      | Mathias & Mille  | Tango     | Geronimo — Sheppard                           | 5     | 4       | 4        | 4      | 17    | Videre   |
| 3      | Kirsten & Thomas | Quickstep | Tjikker likker tjau tjau — Bellami            | 3     | 3       | 3        | 3      | 12    | Omdans   |
| 4      | Gorm & Sofie     | Salsa     | Ain't Your Mama — Jennifer Lopez              | 3     | 4       | 4        | 5      | 16    | Videre   |
| 5      | Julie & Marc     | Jive      | Baby Come Back to Me — The Manhattan Transfer | 4     | 4       | 4        | 5      | 17    | Videre   |
| 6      | Lene & Frederik  | Tango     | Freedom — Anthony Hamilton & Elayna Boynton   | 3     | 3       | 3        | 2      | 11    | Videre   |
| 7      | Laura & Michael  | Quickstep | Movin' On Up — Janet Dubois                   | 6     | 6       | 5        | 6      | 23    | Videre   |
| 8      | Thomas & Mie     | Salsa     | Samurai — Cisilia Ismailova                   | 4     | 5       | 5        | 5      | 19    | Videre   |
| 9      | Søren & Karina   | Tango     | Holding Out for a Hero — Bonnie Tyler         | 3     | 3       | 3        | 4      | 13    | Ude      |
| 10     | Sarah & Morten   | Salsa     | End of Time — Beyoncé                         | 6     | 7       | 6        | 7      | 26    | Videre   |

### Uge 5: Latin
| Nummer | Rækkefølge       | Dans  | Musik                                      | Hübbe | Laxholm | Bendixen | Werner | Point | Resultat |
| ------ | ---------------- | ----- | ------------------------------------------ | ----- | ------- | -------- | ------ | ----- | -------- |
| 1      | Gorm & Sofie     | Samba | Sorry — Justin Bieber                      | 4     | 4       | 4        | 4      | 16    | Ude      |
| 2      | Lene & Frederik  | Rumba | Read All About It — Emeli Sandé            | 3     | 4       | 4        | 3      | 14    | Videre   |
| 3      | Thomas & Mie     | Samba | Ride Rich Rhythm — Brenda Boykin           | 5     | 5       | 5        | 6      | 21    | Omdans   |
| 4      | Mathias & Mille  | Rumba | One Call Away — Charlie Puth               | 4     | 4       | 4        | 5      | 17    | Videre   |
| 5      | Mille & Mads     | Samba | Mr. Melody — Natalie Cole                  | 6     | 6       | 7        | 7      | 26    | Videre   |
| 6      | Laura & Michael  | Rumba | Stay with Me — Sam Smith                   | 6     | 6       | 4        | 6      | 22    | Videre   |
| 7      | Sarah & Morten   | Samba | Cheap Thrills — Sia feat. Sean Paul        | 7     | 7       | 5        | 6      | 25    | Videre   |
| 8      | Kirsten & Thomas | Rumba | Make You Feel My Love — Adele              | 5     | 4       | 5        | 4      | 18    | Videre   |
| 9      | Julie & Marc     | Samba | Suit & Tie — Justin Timberlake feat. Jay-Z | 5     | 5       | 5        | 5      | 20    | Videre   |

### Uge 6: Standard
| Nummer | Rækkefølge       | Dans      | Musik                                                        | Hübbe | Laxholm | Bendixen | Werner | Point | Resultat |
| ------ | ---------------- | --------- | ------------------------------------------------------------ | ----- | ------- | -------- | ------ | ----- | -------- |
| 1      | Laura & Michael  | Slowfox   | Lost Boy — Ruth B                                            | 6     | 6       | 6        | 5      | 23    | Omdans   |
| 2      | Lene & Frederik  | Quickstep | MMMBop — Hanson                                              | 4     | 4       | 4        | 3      | 15    | Videre   |
| 3      | Kirsten & Thomas | Slowfox   | Lige der hvor hjertet slår — Anders Frandsen                 | 4     | 4       | 4        | 5      | 17    | Ude      |
| 4      | Mille & Mads     | Quickstep | It Don't Mean a Thing — Club des Belugas feat. Brenda Boykin | 6     | 6       | 6        | 6      | 24    | Videre   |
| 5      | Sarah & Morten   | Slowfox   | Heartbeat — Christopher                                      | 7     | 7       | 7        | 7      | 28    | Videre   |
| 6      | Mathias & Mille  | Quickstep | Pantaloons — Tape Five                                       | 6     | 5       | 5        | 5      | 21    | Videre   |
| 7      | Thomas & Mie     | Slowfox   | Love Yourself — Justin Bieber                                | 5     | 5       | 6        | 5      | 21    | Videre   |
| 8      | Julie & Marc     | Quickstep | St. James Ballroom — Alice Francis                           | 6     | 6       | 6        | 6      | 24    | Videre   |

### Uge 7: Eventyr
| Nummer | Rækkefølge      | Dans    | Musik                                                 | Hübbe | Laxholm | Bendixen | Werner | Point | Resultat |
| ------ | --------------- | ------- | ----------------------------------------------------- | ----- | ------- | -------- | ------ | ----- | -------- |
| 1      | Mathias & Mille | Slowfox | Isn't She Lovely – Stevie Wonder                      | 6     | 6       | 5        | 7      | 24    | Videre   |
| 2      | Julie & Marc    | Salsa   | Firestone - Kygo feat. Conrad Sewell                  | 5     | 5       | 6        | 4      | 20    | Ude      |
| 3      | Thomas & Mie    | Rumba   | Underneath Your Clothes - Shakira                     | 5     | 5       | 6        | 7      | 23    | Omdans   |
| 4      | Lene & Frederik | Slowfox | Lovefool - Postmodern Jukebox feat. Haley Reinhart    | 5     | 4       | 6        | 4      | 19    | Videre   |
| 5      | Laura & Michael | Tango   | She Wolf (Falling To Pieces) - David Guetta feat. Sia | 7     | 7       | 7        | 8      | 29    | Videre   |
| 6      | Sarah & Morten  | Rumba   | How Will I Know - Sam Smith                           | 8     | 8       | 9        | 8      | 33    | Videre   |
| 7      | Mille & Mads    | Salsa   | Fireball – Pitbull feat. John Ryan                    | 8     | 8       | 8        | 9      | 33    | Videre   |

### Uge 8: Knæk Cancer
| Nummer | Rækkefølge      | Dans        | Musik                                           | Hübbe | Laxholm | Bendixen | Werner | Point | Resultat |
| ------ | --------------- | ----------- | ----------------------------------------------- | ----- | ------- | -------- | ------ | ----- | -------- |
| 1      | Lene & Frederik | Samba       | Ice Ice Baby — Vanilla Ice                      | 5     | 6       | 5        | 5      | 21    | Ude      |
| 2      | Sarah & Morten  | Tango       | Wonder — Naughty Boy feat. Emeli Sandé          | 9     | 9       | 9        | 9      | 36    | Videre   |
| 3      | Laura & Michael | Cha-cha-cha | Wrapped Up — Olly Murs                          | 9     | 9       | 8        | 8      | 34    | Videre   |
| 4      | Mille & Mads    | Vals        | Childhood — Michael Jackson                     | 8     | 8       | 8        | 9      | 33    | Videre   |
| 5      | Mathias & Mille | Samba       | Mi Primera Samba — Ballroom Orchestra & Singers | 8     | 7       | 7        | 8      | 30    | Videre   |
| 6      | Thomas & Mie    | Tango       | Midnight Tango — Arthur Murrey                  | 7     | 7       | 8        | 7      | 29    | Omdans   |

### Knæk cancer-par
| Nummer | Rækkefølge           | Dans        | Musik                                         | Hübbe | Laxholm | Bendixen | Werner | Point | Resultat |
| ------ | -------------------- | ----------- | --------------------------------------------- | ----- | ------- | -------- | ------ | ----- | -------- |
| 1      | John Erik & Marianne | Vals        | Lovers in Paris — Jacob Gurevitsch            | 7     | 7       | 7        | 7      | 28    | Vinder   |
| 2      | Bjørg & René         | Cha-cha-cha | Keep Dreaming — Stine Bramsen feat. Hedegaard | 8     | 8       | 8        | 8      | 32    | N/A      |
| 3      | Magnus & Claudia     | Rumba       | Kære mor — NOAH                               | 6     | 7       | 8        | 7      | 28    | N/A      |
| N/A    | Suad & Karina        | Showdans    | Don't Give Up — Peter Gabriel feat. Kate Bush | N/A   | N/A     | N/A      | N/A    | N/A   | N/A      |

### Uge 9
| Par             | Dans        | Musik                                                | Hübbe | Laxholm | Bendixen | Werner | Point | Resultat |
| --------------- | ----------- | ---------------------------------------------------- | ----- | ------- | -------- | ------ | ----- | -------- |
| Thomas & Mie    | Jive        | Baby Likes To Rock It — The Tractors                 | 7     | 8       | 8        | 8      | 31    | Videre   |
| Mille & Mads    | Rumba       | Islands in the Stream — Dolly Parton og Kenny Rogers | 8     | 8       | 9        | 8      | 33    | Omdans   |
| Sarah & Morten  | Jive        | The Girl's Gone Wild — Travis Tritt                  | 9     | 9       | 9        | 9      | 36    | Videre   |
| Mathias & Mille | Cha-cha-cha | I'm Gonna Gotcha Good — Shania Twain                 | 8     | 7       | 7        | 7      | 29    | Ude      |
| Laura & Michael | Jive        | Footloose — Blake Shelton                            | 9     | 9       | 8        | 8      | 34    | Videre   |

#### Maratondans
| Par             | Dans        | Musik                                                                     | Point |
| --------------- | ----------- | ------------------------------------------------------------------------- | ----- |
| Thomas & Mie    | Maratondans | Lovesick Blues — Dolly Parton, Tammy Wynette, Loretta Lynn og Patsy Cline | 1     |
| Laura & Michael | Maratondans | Lovesick Blues — Dolly Parton, Tammy Wynette, Loretta Lynn og Patsy Cline | 2     |
| Mathias & Mille | Maratondans | Lovesick Blues — Dolly Parton, Tammy Wynette, Loretta Lynn og Patsy Cline | 3     |
| Sarah & Morten  | Maratondans | Lovesick Blues — Dolly Parton, Tammy Wynette, Loretta Lynn og Patsy Cline | 4     |
| Mille & Mads    | Maratondans | Lovesick Blues — Dolly Parton, Tammy Wynette, Loretta Lynn og Patsy Cline | 5     |

### Uge 10: Kvartfinale
| Nummer | Rækkefølge                     | Dans             | Musik                                  | Hübbe | Laxholm | Bendixen | Werner | Point | Resultat |
| ------ | ------------------------------ | ---------------- | -------------------------------------- | ----- | ------- | -------- | ------ | ----- | -------- |
| 1      | Sarah & Morten                 | Argentinsk Tango | Gallo Ciego - Pugliese                 | 9     | 9       | 9        | 10     | 37    | Videre   |
| 2      | Laura & Michael                | Argentinsk Tango | Inspiration - Compilation Tango        | 9     | 9       | 9        | 9      | 36    | Omdans   |
| 3      | Thomas & Mie                   | Argentinsk Tango | A Evaristo Carriego - Osvaldo Pugliese | 8     | 8       | 8        | 9      | 33    | Ude      |
| 4      | Mille & Mads                   | Argentinsk Tango | Tango De Los Exilados - Vanessa-Mae    | 9     | 9       | 10       | 9      | 37    | Videre   |
| 5      | Sarah & Morten Laura & Michael | Wienervals       | Love On The Brain - Rihanna            | 8     | 8       | 8        | 8      | 32    | -        |
| 6      | Thomas & Mie Mille & Mads      | Wienervals       | What Now - Rihanna                     | 8     | 9       | 9        | 10     | 36    | -        |

### Uge 11: Semifinale
| Par             | Dans        | Musik                               | Hübbe | Laxholm | Bendixen | Werner | Point | Resultat |
| --------------- | ----------- | ----------------------------------- | ----- | ------- | -------- | ------ | ----- | -------- |
| Mille & Mads    | Slowfox     | Haven’t Met You Yet — Michael Bublé | 8     | 8       | 9        | 9      | 34    | Videre   |
| Mille & Mads    | Cha-cha-cha | I Feel You — Prince                 | 9     | 9       | 10       | 9      | 37    | Videre   |
| Laura & Michael | Samba       | Magalenha — Sergio Mendes           | 9     | 8       | 8        | 10     | 35    | Ude      |
| Laura & Michael | Cha-cha-cha | Kiss — Prince                       | 9     | 9       | 9        | 10     | 37    | Ude      |
| Sarah & Morten  | Vals        | Vanishing — Mariah Carey            | 10    | 9       | 10       | 10     | 39    | Videre   |
| Sarah & Morten  | Cha-cha-cha | Cream — Prince                      | 10    | 10      | 10       | 10     | 40    | Videre   |

#### Pasodoble
| Par             | Dans      | Musik                    | Hübbe | Laxholm | Bendixen | Werner | Point |
| --------------- | --------- | ------------------------ | ----- | ------- | -------- | ------ | ----- |
| Mille & Mads    | Pasodoble | Malagueña — Brian Setzer | 9     | 9       | 10       | 9      | 37    |
| Laura & Michael | Pasodoble | Malagueña — Brian Setzer | 9     | 9       | 10       | 10     | 38    |
| Sarah & Morten  | Pasodoble | Malagueña — Brian Setzer | 10    | 9       | 10       | 10     | 39    |

### Uge 12: Finale
| Nummer | Rækkefølge          | Dans      | Musik                                      | Hübbe | Laxholm | Bendixen | Werner | Point | Resultat   |
| ------ | ------------------- | --------- | ------------------------------------------ | ----- | ------- | -------- | ------ | ----- | ---------- |
| -      | Alle Par            | Showdans  | Can't Stop The Feeling - Justin Timberlake | -     | -       | -        | -      | -     | -          |
| 1      | Mille & Mads        | Salsa     | Fireball - Pitbull feat. John Ryan         | 9     | 9       | 9        | 9      | 36    | Andenplads |
| 1      | Mille & Mads        | Showdans  | Doorstep - Anya                            | 10    | 10      | 10       | 10     | 40    | Andenplads |
| 1      | Mille & Mads        | Freestyle | Cartoon Heroes - Aqua                      | 10    | 10      | 10       | 10     | 40    | Andenplads |
| 2      | Sarah & Morten      | Jive      | The Girls Gone Wild - Travis Tritt         | 10    | 10      | 10       | 10     | 40    | Vindere    |
| 2      | Sarah & Morten      | Showdans  | Blind igen - Karl William                  | 10    | 10      | 10       | 10     | 40    | Vindere    |
| 2      | Sarah & Morten      | Freestyle | Fix You - Coldplay                         | 10    | 10      | 10       | 10     | 40    | Vindere    |
| -      | Alle Professionelle | Showdans  | 24K Magic - Bruno Mars                     | -     | -       | -        | -      | -     | -          |

- I den tolvte uge dansede parrene én individuel dans valgt af seerne, én showdans og én freestyle frit sat sammen af parrene selv.
- De to showdanse, samt de to fællesdanse, var koreograferet af Toniah Pedersen. I de to showdanse dansede de to finalepar med fire professionelle show dansere.
- Finalen for Vild Med Dans 2016 blev afholdt i Forum Horsens.